# Ushio to Tora
Ushio to Tora (うしおととら) é um mangá sobrenatural de Kazuhiro Fujita, publicado em Shogakukan no Weekly Shōnen Sunday entre 1990 e 1996, e compilado em trinta e três volumes tankōbon. Ele foi adaptado em duas séries OVA (com um episódio de paródia) e uma adaptação de série de anime, este último produzido pela MAPPA e Studio VOLN, que começou a ser exibido em 3 de julho de 2015 e terminou em 24 de junho de 2016 ; foi licenciado pela Sentai Filmworks na América do Norte. Em 1992, o mangá ganhou o 37.º Shogakukan Manga Award pela categoria shōnen.

## Mídia

### Mangá
Ushio e Tora, escritos e ilustrados por Kazuhiro Fujita, foram serializados pela primeira vez no Shogakukan 's Weekly Shonen Sunday, da edição # 6 de 1990 até a edição # 45 de 1996. Shogakukan reuniu os 313 capítulos individuais em trinta e três volumes tankōbon, com o primeiro volume lançado em 17 de novembro de 1990, e o último em 10 de dezembro de 1996. Um volume adicional de Gaiden foi lançado em 17 de maio de 1997.
Em 2012, Fujita retirou dois capítulos de Ushio e Tora para arrecadar fundos para áreas devastadas pelo terremoto de março de 2011.

### Anime

#### OVAs
Ushio e Tora foram adaptados em duas séries OVA pelo estúdio Pastel: um com seis episódios lançados de 11 de setembro de 1992 a 1 de fevereiro de 1993 e um com quatro episódios lançados de 11 de junho de 1993 a 1 de agosto de 1993. Um episódio paródico OVA foi lançado em 1 de outubro de 1993.

#### Séries de televisão
Uma adaptação de anime foi produzida pela MAPPA e pelo Studio VOLN . Foi dirigido por Satoshi Nishimura e escrito por Toshiki Inoue e Kazuhiro Fujita, apresentando desenhos de personagens de Tomoko Mori e música de Eishi Segawa. O anime foi dividido em duas partes: a primeira parte (episódios 1–26) foi ao ar entre 3 de julho de 2015 e 25 de dezembro de 2015, e a segunda parte (episódios 27–39) foi transmitida entre 1 de abril de 2016 e junho 24, 2016. Foi licenciado para um lançamento no Reino Unido pela Manga Entertainment. Para os episódios 1 a 26, o tema de abertura é "Mazeru no Kiken" (混ぜるな危険, Mixing Danger)  por Kinniku Shōjo Tai, enquanto os temas finais são "HERO" por Sonar Pocket e "Makeruna Chiisaki Mono Yo" (負けるな小さきものよ, lit. Don't Lose the Small Things) Não perca as pequenas coisas ) por Wakadanna. Para a 2ª temporada, episódios 1 a 13, o tema de abertura é "Shuugawari no Kiseki no Shinwa" (週替わりの奇跡の神話)  por Kinniku Shōjo Tai, enquanto o tema final é "Kessen Zen'ya" (決戦前夜, lit. The Night Before the Decisive Battle) A Noite Antes da Batalha Decisiva) de Lunkhead.

#### Videogames
O jogo Ushio To Tora foi lançado para o Super Famicom (apenas no Japão) em 25 de janeiro de 1993. O jogo é um título de ação criado pela Bandai. Os jogadores podem assumir o papel de Ushio ou Tora.

## Recepção
Recebeu o Shogakukan Manga Award para o shōnen em 1992. Além disso, Todd Ciolek da Anime News Network descreveu Ushio e Tora como uma "série de caça ao demônio não-assistível".